# كلينت سامبسون
كلينت سامبسون (بالإنجليزية: Clint Sampson)‏ هو لاعب كرة قدم أمريكية أمريكي، ولد في 4 يناير 1961، وتوفي في 27 فبراير 2011.

## وصلات خارجية
- كلينت سامبسون على موقع مرجع كرة القدم المحترفة.كوم (الإنجليزية)